# Dessau Hauptbahnhof
Dessau Hauptbahnhof - główny dworzec kolejowy w Dessau-Roßlau, w kraju związkowym Saksonia-Anhalt, w Niemczech. Stacja została otwarta w 1840.

## Połączenia
- Annaburg
- Aschersleben
- Berlin Ostbahnhof
- Berlin-Schönefeld Flughafen
- Bolzano
- Falkenberg
- Güsten
- Güterglück
- Halle (Saale) Hauptbahnhof
- Leipzig Hauptbahnhof
- Lutherstadt Wittenberg
- Magdeburg Hauptbahnhof
- Villach Hauptbahnhof
- Wörlitz
- Wünsdorf-Waldstadt